# 곽재겸
곽재겸(郭再謙, 1547년 ~ 1615년)은 임진왜란 때의 의병장이다. 자는 익보, 호는 괴헌, 본관은 현풍이다. 1573년 김우옹이 추천하여 참봉의 벼슬에 임명되었으나 사양하였다. 1592년 임진왜란이 일어나자 많은 의병들을 모집하는 한편, 김성일을 찾아가 군량미의 수집 방법을 논의하는 등 공을 세우는 등 의병장으로 활약하였다. 1597년 정유재란 때에는 사촌 동생인 곽재우, 당숙 곽준 등과 함께 화왕 산성에서 수많은 왜병들을 물리쳐서, 부호군에 임명되었다. 난이 끝난 뒤 제자들을 양성하는 일에 힘썼다. 아버지는 선무랑(宣務郞)을 지낸 곽초(郭超)이다. 곽재우의 사촌형이다.

## 생애
작은아버지 곽월(郭越)에게 글을 배우다가 김경창(金慶昌)의 문하에 들어가 수학하였으며, 정구(鄭逑) 등과 교류하였다.
1573년 김우옹의 천거로 참봉(參奉)에 임명되었으나 벼슬을 사퇴하였다.
1592년 7월 왜군의 침략으로 임진왜란이 일어나자 초유사(招諭使)로 와 있던 김성일(金誠一)
을 찾아가 의병을 모집하는 것과 군량미의 수집 등에 관해 많은 논의를 하였다. 서사원(徐思遠) 등과 함께 의병을 모아 전공을 세웠으며, 정유재란 때에는 사촌 동생인 곽재우 등과 함께 화왕산성에 들어가 많은 왜병을 물리쳐서 부호군에 임명되었다. 왜란이 끝난 뒤 제자들을 양성하는 일에 힘썼다. 대구의 유호서원(柳湖書院)에 배향되었다.

## 저서
- 훈자육대도
- 괴헌집 등이 있다.

## 같이 보기
- 곽재우
- 임진왜란
- 곽준
- 김성일